# Назаренко, Василий Николаевич
Василий Николаевич Назаренко (род. 26 мая 1949, Геническ, Херсонская область) — российский политик, член Совета Федерации Российской Федерации от Чукотского автономного округа с февраля 1997 по декабрь 2001. Председатель Чукотской окружной Думы II, III и IV созывов (1997—2008).

## Биография
Родился 26 мая 1949 года в городе Геническ Херсонской области, в семье колхозников.
В 1969 году окончил Криворожское горное профессионально-техническое училище. Трудовой путь начал в качестве машиниста электровоза на шахте «Октябрьская» в Кривом Роге. Отслужив в армии, поступил в Криворожский горнорудный институт, который окончил в 1978 году по специальности инженера-технолога.
В 1978—1980 годах — работа горным мастером прииска «Юбилейный», комбината «Индигирзолото» (Якутская АССР), заместителем начальника по охране труда и технике безопасности комбината Южный ГОК в Кривом Роге.
В 1980—1982 годах — мастер, старший мастер, главный инженер карьера «Северный» на прииске «Ленинградский» золотодобывающего Полярнинского горно-обогатительного комбината (Чукотский автономный округ). 
В 1982—1991 годах — на партийной работе в Шмидтовском райкоме КПСС, Анадырском горкоме КПСС, Чукотском окружном комитете КПСС. Неоднократно избирался депутатом Анадырского районного Совета народных депутатов.
В 1991—1992 годах — исполняющий обязанности заведующего отделом ЖКХ Чукотского окрисполкома, позже начальник отдела ЖКХ – администрации Чукотского автономного округа.
В 1992—1993 годах — заместитель генерального директора по производству АО «Ново-Мариинск».
В 1993—1995 годах — заместитель главы администрации города Анадыря — председатель комитета по управлению муниципальным имуществом.
В 1995—1997 годах — первый заместитель главы администрации города Анадыря.
В декабре 1996 года был избран депутатом Думы Чукотского автономного округа II созыва от избирательного округа № 1 города Анадырь. В январе 1997 года был назначен её председателем. 
В декабре 2000 года был переизбран депутатом, затем — председателем Чукотской окружной Думы III созыва.
25 декабря 2005 года был переизбран депутатом, затем — председателем Чукотской окружной Думы IV созыва.
13 июля 2008 года Назаренко объявил о досрочной отставке с поста спикера Чукотской окружной Думы, по состоянию здоровья.

### Совет Федерации
С февраля 1997 года по должности входил в состав Совета Федерации Федерального Собрания РФ, являлся членом Комитета по международным делам, членом Комиссии Совета Федерации по регламенту и парламентским процедурам.

## Семья и личная жизнь
Женат, имеет двоих детей.

## Награды и звания
- Медаль «В память 850-летия Москвы» (1997)
- Орден Дружбы (6 декабря 1999) — за заслуги перед государством, многолетний добросовестный труд, большой вклад в укрепление дружбы и сотрудничества между народами[3].
- Почётный гражданин Анадыря (25 мая 2004)[4].
- Орден Почёта (29 июня 2005) — за активное участие в законотворческой деятельности и многолетнюю добросовестную работу[5].
- Почётная грамота Совета Федерации ФС РФ.
- Знак отличия «За заслуги перед Чукоткой»[4].
- Почётные грамоты Думы и губернатора Чукотского автономного округа[4].